# Wynton Kelly

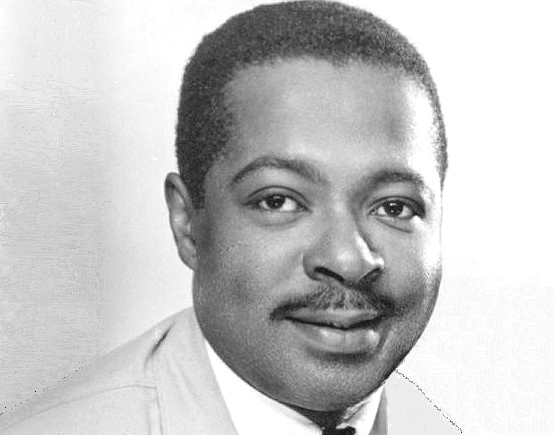

Wynton Kelly (* 2. Dezember 1931 in Jamaica, Queens; † 12. April 1971 in Toronto) war ein US-amerikanischer Jazz-Pianist.

## Werdegang
Kelly wuchs in Brooklyn, New York, auf, nachdem seine Eltern, als er vier war, von Jamaika weggezogen waren, und begann seine berufliche Karriere als Teenager in Rhythm-and-Blues-Gruppen. Nachdem er mit Ray Abrams durch die Karibik getourt war, arbeitete er mit Cecil Payne, Dinah Washington und Dizzy Gillespie.
Von 1959 bis 1963 war er Mitglied des Miles Davis Quintetts. Er spielte auf Miles Davis folgenreichem 1959er Album Kind of Blue, wo er Bill Evans bei dem Stück Freddie Freeloader ersetzte (Davis bat Kelly, mehr nach Ahmad Jamal zu klingen). Ebenso spielt er auf einem einzelnen Titel von John Coltranes Giant Steps und ersetzt bei Naima Tommy Flanagan.
Miles Davis, sein vormaliger Bandleader, sagte in seiner Autobiografie: „Ich mochte seine Spielweise, denn er war eine Mischung aus Red Garland und Bill Evans; er konnte fast alles. Aber das Größte war, wie er hinter einem Solisten spielte. Cannonball und Trane mochten ihn genauso so wie ich.“
Kelly war ein feiner Begleiter und ein ausgeprägter Solospieler. Er nahm 14 Titel für Blue Note Records im Trio auf, arbeitete mit Dinah Washington, Dizzy Gillespie, und von 1951 bis 1952 mit Lester Young. Nach dem Militärdienst arbeitete er mit Dinah Washington 1955–1957, Charles Mingus 1956–1957 und der Dizzy Gillespie Bigband 1957. Am bekanntesten wurde er durch seine Arbeit mit Miles Davis 1959–1963, woraus Alben entstanden wie Kind Of Blue, Blackhawk und Someday My Prince Will Come. Als er von Davis wegging, nahm er die Rhythmusgruppe, Bassist Paul Chambers und Schlagzeuger Jimmy Cobb, gleich für sein eigenes Trio mit. Am besten klang die Gruppe, wenn sie Wes Montgomery (etwa bei seinem Half Note-Konzert 1965) unterstützte, wie Kelly es beschreibt.
Kelly litt an Epilepsie und starb im Alter von 39 Jahren an einem Anfall, den er in einem Hotelzimmer in Toronto erlitt, wohin er für einen Auftritt mit Schlagzeuger George Reed und Sänger Herb Marshall gereist war. Vor seinem frühen Tod nahm Kelly als Leader für Blue Note, Riverside, Vee-Jay, Verve und Milestone auf. Neben seinen elf Alben begleitete er mehrere Musiker auf ihren Aufnahmen: Sonny Rollins, John Coltrane, Dexter Gordon, Wayne Shorter, Cannonball und Nat Adderley, Johnny Griffin, Hank Mobley, Jay Jay Johnson und Illinois Jacquet. In seinen letzten Lebensjahren trat er in New Yorker Clubs öfters mit Ray Nance auf.
Kellys Großcousin, der Bassist Marcus Miller, trat in den 1980er und 1990er Jahren ebenfalls mit Miles Davis auf.

## Musikstil
Kelly hatte beim Spiel einen runden weichen Ton, einen zurückhaltenden Drive und ein swingbeeinflusstes, eigenwilliges Locked-hand-Spiel, das entstand, indem er Akkorde der linken Hand mit der Melodie rhythmisch pulsierend mitschlug, statt sie mit der Melodie mitzuführen. In Freddie Freeloader spielte er beispielsweise perlende Läufe, bopartige Tonfolgen und mit großem Ideenreichtum über ein einfaches Bluesschema. Kelly wurde vor allem von Musikern geschätzt. Das frühe Spiel Kellys erinnert an Horace Silver. Er war im Grundschlag diszipliniert, was ihn zum begehrten Begleiter machte.

## Diskografie (Auswahl)

### Bandleader
- 1951: New Faces, New Sounds: Piano Interpretations (mit Oscar Pettiford; Blue Note Records)
- 1958: Piano – Wynton Kelly Quartet (Riverside)
- 1959: Kelly Blue – Wynton Kelly Trio bis Sextett (OJC)
- 1959: Kelly Great – Wynton Kelly Quintet (Vee-Jay)
- 1960: Kelly at Midnight – Wynton Kelly Trio (Vee-Jay)
- 1961: Wynton Kelly! – Wynton Kelly Trio (Vee-Jay)
- 1961: Someday My Prince Will Come – Wynton Kelly Quartet bis Quintet (Vee-Jay)
- 1968: Last Trio Session – Wynton Kelly, Paul Chambers, Jimmy Cobb (Delmark; 1988)

### Begleitmusiker
- 1957: Howard Rumsey Presents Conte Candoli & Lee Morgan: Double or Nothin’ (Liberty Records) mit Benny Golson, Charli Persip, Red Mitchell
- 1959: Kind of Blue – Miles Davis (Columbia Records)
- 1959: Giant Steps – John Coltrane (Atlantic Records, 1960)
- 1960: First Session – Grant Green (Blue Note, 27548; 2001)
- 1960: Soul Station – Hank Mobley (Blue Note, BLP 4031)
- 1960: A.T.'s Delight – Art Taylor (Blue Note, BST 84047)
- 1960: Roll Call – Hank Mobley (Blue Note, BLP 4058; 1961)
- 1961: Together! – Elvin Jones and Philly Joe Jones (Atlantic Records)
- 1961: Someday My Prince Will Come – Miles Davis (Columbia Records)
- 1961: Workout – Hank Mobley mit Grant Green (Blue Note, BLP 4031; 1962)
- 1961: Naturally! – Nat Adderley Quartets mit Joe Zawinul, Sam Jones & Louis Hayes bzw. mit Wynton Kelly, Paul Chambers & Philly Joe Jones.
- 1961: Another Workout – Hank Mobley (Blue Note, BST 84431; 1985)
- 1965: Smokin' at the Half Note – Wes Montgomery & Wynton Kelly Trio (Verve Records)
- 1969: Four – Joe Henderson

### Musikbeispiele
- Wynton Kelly Trio: There'll Never Be Another You auf YouTube
- Wes Montgomery & Wynton Kelly Trio: Impressions (Live at the Half Note) auf YouTube
- mit Miles Davis: Freddie Freeloader auf YouTube
- mit Hank Mobley Quartet: Gettin' And Jettin' auf YouTube